# Клімов Леонід Михайлович
Леонід Михайлович Клімов (нар. 31.03.1953) — колишній народний депутат України, член групи «Економічний розвиток» (з лютого 2014), голова підкомітету з питань грошово-кредитної політики, валютного регулювання та взаємодії з Національним банком України Комітету з питань фінансів і банківської діяльності (з грудня 2012); член Політради Партії регіонів, голова Одеської обласної організації Партії регіонів (з березня 2005).

## Життєпис

### Освіта, ранні роки
Народився 31 березня 1953 року в місті Макіївці Донецької області.
Закінчив Одеський інститут народного господарства (1979), економіст, за спеціальністю «Товарознавство та організація торгівлі продовольчими товарами».
- 1970—1971 — пожежник протипожежної частини в м. Макіївці Донецької області;
- 1971—1973 — строкова військова служба;
- 1973—1976 — водій Одеського відділення Радіотелеграфного агентства України при РМ УРСР (РАТАУ), водій Одеського заводу будівельно-обробних машин, водій облтубдиспансеру;
- 1974—1979 — студент Одеського інституту народного господарства;
- 1976 — завідувач магазину № 11 Одеської обласної контори Українського республіканського об'єднання «Спорттовари»;
- 1976—1979 — завідувач організаційно-інструкторського відділу Центрального РК ЛКСМУ міста Одеси;
- 1979—1980 — інструктор оргвідділу виконкому Одеської міськради.

### Робота
- 1980—1982 — в.о. заступника начальника ВРП, начальник торговельно-виробничого сектору Одеської залізниці;
- 1982—1989 — заступник директора, директор Приморського продторгу Одеського управління торгівлі;
- 1989 — заступник начальника управління торгівлі Одеського облвиконкому;
- 1989—1990 — начальник служби, генеральний директор дорожнього об'єднання, начальник відділу робітничого постачання Одеської залізниці;
- 1990—1991 — директор МП «Прогрес», м. Одеса;
- 1991—1995 — президент СП "Торговий дім «Примор'я ЛТД», м. Одеса;
- 1995—2001 — президент ЗАТ "Фінансова група «Примор'я», м. Одеса;
- 2001—2002 — президент ЗАТ "Футбольний клуб «Чорноморець».

### Імексбанк
Леонід Клімов — колишній власник АТ «Імексбанк», який наприкінці січня 2015 року було визнано неплатоспроможним. 
У січні 2021 року, Одеський апеляційний суд ухвалив рішення стягнути з Клімова 309 млн грн на користь НБУ для погашення заборгованості «Імексбанку» за наданим раніше стабілізаційним кредитом.
У січні 2023 року, Фонд гарантування вкладів фізичних осіб подав позов до Господарського суду міста Києва про відшкодування збитків АТ «Імексбанк» на суму близько 8,4 млрд грн проти колишнього власника банку Леоніда Клімова. 

### Політика
- Народний депутат України 7-го скликання з грудня 2012, виборчій округ № 137, Одеська область, від Партії регіонів. «За» 48,46 %, 6 суперників. На час виборів: народний депутат України, член ПР. Член фракції Партії регіонів (грудень 2012 — лютий 2014);
- Народний депутат України 6-го скликання з листопада 2007 до грудня 2012 від Партії регіонів, № 38 в списку. На час виборів: народний депутат України, член ПР. Член фракції Партії регіонів (з листопада 2007), член Комітету з питань національної безпеки і оборони (з грудня 2007);
- Народний депутат України 5-го скликання з квітня 2006 до листопада 2007 від Партії регіонів, № 39 в списку. На час виборів: народний депутат України, член ПР. Член фракції Партії регіонів (з травня 2006). Член Комітету з питань фінансів і банківської діяльності (з липня 2006);
- Народний депутат України 4-го скликання з квітня 2002 до квітня 2006, в.о. № 143, Одеська область, «За єдину Україну». «За» 30.35 %, 10 суперників. На час виборів: президент Одеського банківського союзу, член ПР. Член фракції «Єдина Україна» (травень — червень 2002), уповноважений представник фракції «Регіони України» (червень 2002 — вересень 2005), уповноважений представник фракції партії «Регіони України» (з вересня 2005). Член Комітету з питань фінансів і банківської діяльності (з червня 2002).

Радник Президента України Віктора Януковича (поза штатом) (до лютого 2014).

## Нагороди
- Орден «За заслуги» I ст. (27 червня 2013)[11]
- Орден «За заслуги» II ст. (1 грудня 2011) — з нагоди 20-річчя Всеукраїнської  спортивної  громадської організації Федерації футболу України[12]
- Орден «За заслуги» III ст. (14 квітня 2003)[13]

## Сім'я
Дружина: Тетяна Юріївна (1962) — домогосподарка. 
Діти:
- Дарія (1983), Олексій (1994), Анастасія (1997).